# Coutumes de Beauvaisis
Les Coutumes de Beauvaisis, dont le nom complet est Coutumes de Clermont-en-Beauvaisis, est un ouvrage de droit français médiéval écrit par Philippe de Beaumanoir à la fin du XIIIe siècle en prose et en ancien français. Le texte couvre un large éventail de sujets sur le droit procédural et substantiel. La bibliographie des Coutumes est important, mais contient surtout des articles et seulement quelques livres spécifiquement sur le sujet. La dernière édition est d'Amédée Salmon et a été publiée en 1899-1900, en conservant l'écriture originelle en ancien français.

## Paternité
Pendant longtemps, l'auteur a été confondu par erreur avec Philippe de Remy, bailli du Gâtinais et poète, connu pour ses romans comme La Manekine, Jehan et Blonde et Salut d’amour. En conséquence, au XIXe siècle et au début du XXe siècle, Philippe est décrit à la fois comme une personne importante dans les domaines de la poésie et du droit,.
Depuis, il est bien établi que le poète Philippe est le père de l'auteur Philippe.

## Présentation
L'ouvrage est un commentaire de la coutume du bailliage du comté de Clermont, en Beauvaisis,, dont Beaumanoir est le bailli de mai 1279 à mai 1283,, alors que le comté est l'apanage de Robert, sixième fils de Louis IX. À la suite d'Amédée Salmon, les médiévistes s'accordent pour considérer que Beaumanoir l'a composé sur place, en peu de temps, entre le moment où il a quitté sa charge de bailli et celui où il est passé dans le Poitou pour prendre sa charge de sénéchal de Limousin et de Poitou.
Il se compose d'un incipit, suivi d'un prologue et d'une table des matières, et de soixante-dix chapitres.

## Manuscrits
Le manuscrit original est perdu. Treize manuscrits, œuvres de copistes, nous sont parvenus.

## Langue
Le texte est en ancien français « tardif », le dialecte étant un « mélange » de picard et de francien.
D'après le Trésor de la langue française informatisé, on y trouve les premières occurrences connues des mots suivants : désobéissance et désobéissant ; dupliquer (« répondre à une réplique ») ; interrogation, au pluriel (« questions posées dans un procès ») ; libelle (« requête écrite présentée par le demandeur ») ; préjudice ; pressurer (« presser des fruits avec le pressoir ») ; reconvention (« demande reconventionnelle ») ; revente (« droit dû au seigneur sur les ventes en sus du droit ordinaire ») ; et vendangeur.

## Éditions, transpositions et traductions
L'editio princeps de l'ouvrage, par Gaspard Thaumas de la Thaumassière, est parue à Bourges en 1690,.
En 2002, Jean-Marie Carbasse a donné une transposition en français moderne du prologue de l'ouvrage et de son chapitre premier sur l'office des baillis. Un projet d'édition de l'ouvrage en français moderne, par André Castaldo, est en cours depuis 2015.
Une traduction de l'ouvrage en japonais, par Hiroshi Hanawa, est parue de 1965 à 1971,,. Sa traduction en anglais, par Frank R. P. Akehurst, est parue en 1992,,.

#### Manuscrits
Manuscrits conservés à la Bibliothèque nationale de France :
- [C] Paris, BnF, ms. fr. 4516, xive s. (présentation en ligne)
- [D] Paris, BnF, ms. fr. 8357, xviiie s. (présentation en ligne)
- [A] Paris, BnF, ms. fr. 11652, xiiie s. (présentation en ligne)
- [H] Paris, BnF, ms. fr. 18761, xiiie s. (présentation en ligne)
- [G] Paris, BnF, ms. fr. 24059, xve s. (présentation en ligne)
- [K] Paris, BnF, ms. fr. 24060, xve s. (présentation en ligne)

Autres manuscrits conservés en France :
- [J] Beauvais, Archiv. départ. Oise, ms. 3 BT 68
- [I] Carpentras, Bibl. Inguimbert., ms. 1838 (présentation en ligne)
- [L] Orléans, Bibl. mun., ms. 401 (présentation en ligne)
- [M] Troyes, Bibl. mun., ms. 615 (présentation en ligne)

Manuscrit conservé à la Bibliothèque d'État de Berlin :
- [B] Berlin, Staatsbibl., ms. Ham. 193

Manuscrits conservés à la Bibliothèque apostolique vaticane :
- [F] Vatican, BAV, ms. Ott. lat. 1155
- [E] Vatican, BAV, ms. Reg. lat. 1055

#### Éditions, transpositions et traductions

##### Éditions
- [Salmon 1899-1900] Amédée Salmon (éd.), Coutumes de Beauvaisis : texte critique publié avec une introduction, un glossaire et une table analytique, Paris, A. Picard et fils, coll. « Textes pour servir à l'étude et à l'enseignement de l'histoire » (no 24 et no 30), 1899-1900 (réimpr. 1970), 1re éd., 2 vol., XLVIII−512 p. et 551, 22 cm (OCLC 458901399, BNF 31289178, SUDOC 008274347) :
  - [Salmon 1899] op. cit., t. Ier, 1899 (OCLC 491616042, SUDOC 1960376, lire en ligne) ;
  - [Salmon 1900] op. cit., t. IId, 1900 (OCLC 491616066, SUDOC 071960384, lire en ligne).
- [Beugnot 1842] Arthur Beugnot (éd.), Les coutumes du Beauvoisis, Paris, J. Renouard, 1842, 2 vol., CXXXI−484 p. et 538, 25 cm.
- [Thaumas de la Thaumassière 1690] Gaspard Thaumas de la Thaumassière (éd.), « Coustumes de Beauvoisis », dans Assises et bons usages du royaume de Jérusalem, tirés d'un manuscrit de la Bibliothèque Vaticane, par messire Jean d'Ibelin, comte de Japhe et d'Ascalon : ensemble les Coutumes de Beauvoisis, par messire Philippes de Beaumanoir, et autres anciennes coutumes, avec des notes et observations, Bourges, F. Toubeau, janv. 1690 (OCLC 816307648, BNF 31449539, SUDOC 121777944). coustumesdebeauv00beau

##### Transpositions
- [Carbasse 2002] Jean-Marie Carbasse, « Philippe de Beaumanoir, Coutumes de Beauvaisis », Revue d'histoire des facultés de droit et de la science juridique, no 22,‎ 2002, p. 135-154 (transp. en français moderne du prologue et du chap. 1er sur l'office des baillis, p. 141-154) (lire en ligne, consulté le 9 décembre 2018).
- [Castaldo 2015-] André Castaldo, « Projet d'édition [en français moderne, des Coutumes de Beauvaisis de Philippe de Beaumanoir] ».

##### Traductions
- [Akehurst 1992] (en) Frank R. P. Akehurst (trad. et introd.), The Coutumes de Beauvaisis of Philippe de Beaumanoir, Philadelphie, University of Pennsylvania Press, coll. « The Middle Ages series », 1992, 1re éd., 1 vol., XXXII-749, in-8o (24 cm) (ISBN 0-8122-3105-8, EAN 9780812231052, OCLC 24375500, BNF 43701152, SUDOC 022210830, présentation en ligne).
- [Hanawa 1965-1971] (ja) Hiroshi Hanawa, « Trad. des Coutumes de Beauvaisis (Philippe de Beaumanoir) », Kobe Law Journal, vol. 15-20,‎ 1965-1971 :
  - vol. 15, 1965-1966, p. 533-592 et p. 730-796 ;
  - vol. 16, 1966-1967, p. 602-668 et p. 785-840 ;
  - vol. 17, 1967-1968, no 3, p. 72-126, et no 4, p. 43-98 ;
  - vol. 18, 1968-1969, p. 97-125 ;
  - vol. 19, 1969-1970, p. 455-527 ;
  - vol. 20, 1970-1971, p. 32-164, p. 210-324 et p. 458-534.

#### Études
- (en) Sarah-Grace Heller et Michelle Reichert, Essays on the Poetic and Legal Writings of Philippe De Remy and His Son Phiilippe De Beaumanoir of Thirteenth-Century France, Lewiston, Edwin Mellen Press, novembre 2001, 304 p. (ISBN 0-7734-7383-1)
- Groupe d'étude des monuments et œuvres d'art de l'Oise et du Beauvaisis, Colloque scientifique international organisé pour la commémoration du VIIe centenaire des "Coutumes et usages du Beauvaisis" de Philippe de Beaumanoir, Beauvais, GEMOB, 1983, 136 p.
- Paul van Wetter, Mélanges Fitting (LXXVe anniversaire M. le Professeur Hermann Fitting), vol. 2, Francfort-sur-le-Main, 1969, 533–582 p., « Le droit romain et Beaumanoir »
- Юрий Львович Бессмертный, Феодальная деревня и рынок в западной Европе XII – XIII в.в., Moscou, Наука,‎ 1969, 370 p.
- [Blumenthal 1989] Peter Blumenthal, « Le générique dans les Coutumes de Beauvaisis », Équivalences, vol. 17e année, nos 1-3, et vol. 18e année, no 1 : « Généricité, spécificité et aspect »,‎ 1989, p. 43-54 (DOI 10.3406/equiv.1989.1107, lire en ligne, consulté le 9 décembre 2018).
- [Carbasse 2002] Jean-Marie Carbasse, « Philippe de Beaumanoir, Coutumes de Beauvaisis », Revue d'histoire des facultés de droit et de la science juridique, no 22,‎ 2002, p. 135-154 (lire en ligne, consulté le 9 décembre 2018).
- [Carolus-Barré 1944] Louis Carolus-Barré, « L'ambassade de Philippe de Beaumanoir à Rome, automne 1289, et le § 886 des Coutumes de Beauvaisis », Bulletin de la Société archéologique et historique de Clermont-en-Beauvaisis,‎ 1944, p. 3-20.
- [Carolus-Barré 1968] Louis Carolus-Barré, « Les villes bateïces ou bateïches : commentaire des §§ 171 et 647 des Coutumes de Beauvaisis de Philippe de Beaumanoir », Bulletin philologique et historique (jusqu'à 1610), t. année 1966, vol. 1,‎ 1968, p. 311-334 (OCLC 491949608, SUDOC 85461113, lire en ligne, consulté le 9 décembre 2018).
- [Carolus-Barré 1998] Louis Carolus-Barré, Études et documents sur l'Île-de-France et la Picardie au Moyen Âge, t. III : Beauvaisis et Picardie, Compiègne, Ville de Compiègne, 1998, 1re éd., 1 vol., 640, in-8o (24 cm) (ISBN 2-9511579-0-8, EAN 9782951157903, OCLC 468041624, BNF 37031620, SUDOC 049720112, lire en ligne).
- [Giordanengo 1999] Gérard Giordanengo, « Jus commune et « droit commun » en France du XIIIe au XVe siècle », dans Jacques Krynen (dir. et av.-prop.), Droit romain, jus civile et droit français (actes de la table ronde organisée par le Centre toulousain d'histoire du droit et des idées politiques, et tenue à l'université de Toulouse-I du 24 au 26 septembre 1998), Toulouse, Presses de l'Université des sciences sociales de Toulouse, coll. « Études d'histoire du droit et des idées politiques » (no 3), 1999, 1re éd., 1 vol., 472, 24 cm (ISBN 2-909628-50-7, EAN 9782909628509, OCLC 45345435, SUDOC 053189957, présentation en ligne), p. 219-247.
- [Goddinf 1995] Philippe Godding, « The Coutumes de Beauvaisis of Philippe de Beaumanoir, trad. et introd. d'Akehurst (F. R. P.) », Revue belge de philologie et d'histoire, t. 73, fasc. 4 : « Histoire médiévale, moderne et contemporaine »,‎ 1995, p. 1130-1131 (lire en ligne, consulté le 11 décembre 2018).
- [Hubrecht 1973] Georges Hubrecht, « Le droit canonique dans le coutumier de Beaumanoir », L'Année canonique, no 17 : « Mélanges offerts à Pierre Andrieu Guitrancourt »,‎ 1973, p. 579-588.
- [Petot 1960] Pierre Petot, « Le droit commun en France selon les coutumiers », Revue historique de droit français et étranger, no 38,‎ 1960, p. 412-429.
- [Root 2003] (en) Jerry Root, « Courtly love and the representation of women in the Lais of Marie de France and the Coutumes de Beauvaisis of Philippe de Beaumanoir », Rocky Mountain Review of Language and Literature, vol. 57, no 2,‎ 2003, p. 7-24 (DOI 10.2307/1348390, JSTOR 1348390).
- [Schenk 1995] (en) Mary Jane Schenk, « Oral customs and written cases in the Coutumes de Beauvaisis of Philippe de Beaumanoir », Romance Languages Annual, vol. 7,‎ 1995, p. 159-165 (lire en ligne, consulté le 9 décembre 2018).

#### Dictionnaires et références
- Library of Congress European Law Division, Jean Caswell et Ivan Sipkov, The Coutumes of France in the Library of Congress, 15 p.
- (de) « Coutumes de Beauvaisis », dans Biographisch-Bibliographisches Kirchenlexikon (BBKL) (lire en ligne)